# Bolonia a la barbacoa
La Bolonia a la barbacoa o Bolonia ahumada es un plato de barbacoa del estado estadounidense de Oklahoma. Ha sido apodado lomo de Oklahoma o costilla de primera de Oklahoma. A veces también se sirve en Tennessee y Texas.

## Historia
La Bolonia a la barbacoa se creó en Oklahoma. Se supone que se hizo popular debido al bajo precio de la salchicha de Bolonia en comparación con otras carnes populares a la parrilla. El plato ha sido apodado lomo de Oklahoma, costilla de primera calidad de Oklahoma y bistec de Oklahoma. Se debate la ciudad de origen de la Bolonia a la barbacoa, pero a menudo se le atribuye a los restaurantes de barbacoa en Tulsa u Oklahoma City. El plato se considera un elemento básico de la barbacoa de Oklahoma. Food Network Magazine nombró al sándwich de mortadela ahumada como el sándwich que representó al estado de Oklahoma en 2012.
La mortadela ahumada también se sirve comúnmente en Tennessee como parte de la barbacoa al estilo de Memphis. Durante la década de 2010, también comenzó a servirse en los restaurantes de Texas, a pesar de no ser una parte tradicional de la barbacoa de Texas.

## Descripción

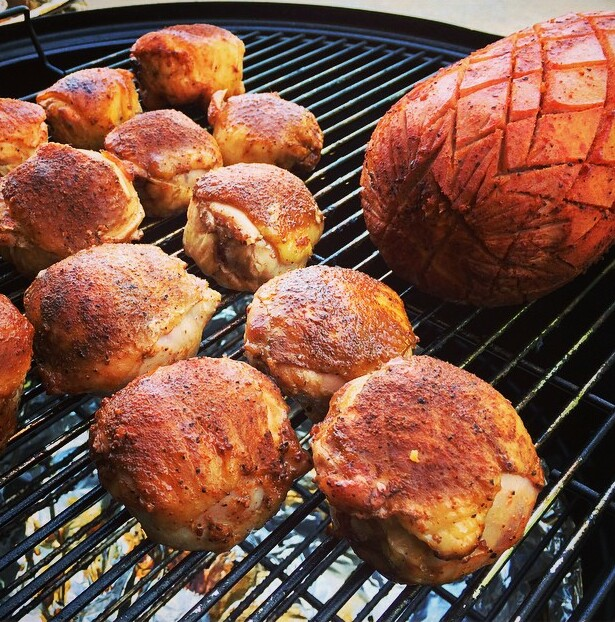
Pollo y mortadela ahumados a la parrilla.

El plato se prepara ahumando un tubo, o «chub», de salchicha de Bolonia, generalmente sobre madera de nuez. El exterior de la mortadela se marca en forma de cuadrado o diamante antes de fumar. Esto permite que el humo penetre y dé sabor a la carne. La salchicha se puede cubrir con jugo de manzana durante el proceso de ahumado para mantenerla húmeda.
La mortadela puede estar hecha de carne de res, cerdo, pollo o cualquier combinación de esas carnes. A veces la carne se sazona antes de ahumar. Se prefieren los aliños de especias dulces debido a la salinidad natural y el alto contenido de nitrato de la mortadela. Las rebanadas de mortadela ahumada a menudo se asan a la parrilla antes de consumirlas, y luego se revisten con una salsa de barbacoa a base de tomate y mostaza.
La barbacoa se suele comer como un sándwich en un panecillo o pan blanco, a veces en combinación con otras carnes a la barbacoa. También es un componente de un plato de barbacoa.